# Baztán del Cobre
Baztán del Cobre är en ort i Mexiko.   Den ligger i kommunen Huetamo och delstaten Michoacán de Ocampo, i den södra delen av landet, 230 km väster om huvudstaden Mexico City. Baztán del Cobre ligger 303 meter över havet och antalet invånare är 445.
Terrängen runt Baztán del Cobre är huvudsakligen lite kuperad. Baztán del Cobre ligger nere i en dal. Runt Baztán del Cobre är det ganska glesbefolkat, med 23 invånare per kvadratkilometer. Närmaste större samhälle är San Miguel Montecillos, 17,0 km sydost om Baztán del Cobre. I omgivningarna runt Baztán del Cobre växer huvudsakligen savannskog.